# Stefan George
Stefan George (Büdesheim (ma Bingen am Rhein része), 1868. július 12. – Minusio (Locarno mellett), 1933. december 4.) német költő, műfordító, a modern német líra képviselője.

## Művészete
Művészetére a francia szimbolisták voltak hatással (különösen Stéphane Mallarmé). Művészetét a szimbólumhasználat és az impresszionista hangulatok jellemzik. Elutasította azon felfogást, miszerint a művészetnek közvetlen társadalomformáló szerepe lenne, és véleménye szerint a művészet csak a kiválasztottakhoz és beavatottakhoz szól. Arisztokratikus művészetfelfogás, fogalmi nyelvhasználat, illetve különös hangzásokra épülő versbeszéd jellemezte. Homoszexuális vonzalma és ennek hatása művészetére a kortárs kritikusok érdeklődésének középpontjában állt.

## "George-kör"
1892-ben folyóiratot alapított Blätter für die Kunst (Levelek a művészetért) néven, melybe csak a körülötte kialakult csoport tagjai írhattak, így jött létre az úgynevezett "George-kör".

## Hatása
Jelentős hatást gyakorolt a német és az európai irodalom lírájára, Magyarországon elsősorban a fiatal Szabó Lőrinc költészetére.
A "kiválasztottság" kultuszát megfogalmazó költészetfelfogása miatt gyakran kapcsolatba hozták a fasizmus eszmeiségével, annak ellenére, hogy George 1933-ban visszautasította a Porosz Művészeti Akadémia elnöki tisztét, és Svájcba utazott.

## Versidézet: „Az álarcos hölgy”
A termen illeg a sok-sok selyembáb.

De az ő lázát némán födi rizspor.

Lelkében látja a hamvazószerdát,

a bús zsivaj körötte bárhogy is forr.

Kimegy a puszta parkba, a bokorban

röviden int még a farsangi bálnak,

didergve dől a jégre... zengve roppan.

Csend, néma fagy, benne táncra muzsikálnak.

 

A pípes lovag urak és a hölgyek

nem is látták a hináros mederbe...

De hogy tavasz lett és a kertbe jöttek,

a tó feléjük sóhajtott remegve.

Hallották. És a könnyűvérű század

nem kérdezte, mi e tompa, moraj ős dal...

Tovább fecsegtek, vígan dudorásztak

tréfálva a tréfálkozó habokkal.

## Művei

### Verskötetek
- Die Fibel (első versei, 1901-ben jelentek meg)
- Hymnen (1890)
- Pilgerfahrten (1891)
- Algabal (1892)
- Die Bücher der Hirten- und Preisgedichte der Sagen und Sänge und der hängenden Gärten (1895)
- Das Jahr der Seele (1897)
- Der Teppich des Lebens und die Lieder von Traum und Tod mit einem Vorspiel (1900)
- Tage und Taten (1903)
- Der siebente Ring (1907)
- Der Stern des Bundes (1914)
- Das neue Reich (1928)

### Műfordítások
- Charles Baudelaire: A romlás virágai (1901)
- Kortárs költők 2 kötetben (1905)
- Dante Alighieri: Isteni színjáték részletek (1909)
- William Shakespeare: Szonettek (1909)

### Levelezések
- Briefwechsel zwischen George und Hofmannsthal (1938)
- Stefan George / Friedrich Wolters: Briefwechsel 1904–1930 (1998)
- Briefe. Melchior Lechter und Stefan George (1991)
- Briefwechsel. Stefan George und Ida Coblenz (1983)

## Magyarul
- Stefan George és Hugo von Hofmannsthal versei; ford. Áprily Lajos et al., vál., utószó Szabó Ede; Európa, Bp., 1981 (Lyra mundi)